# Ovidiu Haţegan
Ovidiu Alin Haţegan (Arad, 17 juli 1980) is een Roemeens voetbalscheidsrechter. Hij leidt sinds 2007 wedstrijden in de Liga 1 en is sinds 2008 in dienst van FIFA en UEFA.
Op 2 augustus 2007 leidde Haţegan zijn eerste wedstrijd in de Roemeense eerste divisie. De wedstrijd tussen Gloria Bistrița en Unirea Urziceni eindigde in 2–2. Haţegan gaf in dit duel twee gele kaarten. Het jaar erna, op 17 juli, floot Haţegan zijn eerste wedstrijd in de UEFA Europa League. FK Pelister Bitola en APOEL Nicosia troffen elkaar in de eerste ronde (0–0). In dit duel trok de Roemeense leidsman tweemaal geel. Zijn eerste wedstrijd in de UEFA Champions League volgde op 19 juli 2011, toen in de tweede ronde Partizan met 0–1 won bij FK Shkendija. Haţegan gaf in dit duel viermaal een gele kaart aan een speler, waarvan twee aan eenzelfde speler die daarna mocht inrukken met een rode kaart.
Haţegan werd aangesteld als scheidsrechter op het EK –19 in 2009 en het EK –21 in 2013. Later werd hij opgenomen op de lijst met scheidsrechters voor het EK 2016 en het EK 2020. Tijdens de FIFA Confederations Cup 2017 was hij actief als videoscheidsrechter.

## Interlands
| Datum             | Plaats                     | Wedstrijd                   | Uitslag | Competitie             | Kreeg geel | Kreeg voor de tweede keer geel en dus rood | Weggestuurd |
| ----------------- | -------------------------- | --------------------------- | ------- | ---------------------- | ---------- | ------------------------------------------ | ----------- |
| 29 maart 2011     | České Budějovice, Tsjechië | Tsjechië – Liechtenstein    | 2 – 0   | EK 2012 kwalificatie   | 5          | 0                                          | 0           |
| 10 augustus 2011  | Moskou, Rusland            | Rusland – Servië            | 1 – 0   | Vriendschappelijk      | 3          | 0                                          | 0           |
| 2 september 2011  | Oslo, Noorwegen            | Noorwegen – IJsland         | 1 – 0   | EK 2012 kwalificatie   | 4          | 0                                          | 0           |
| 11 september 2012 | Luzern, Zwitserland        | Zwitserland – Albanië       | 2 – 0   | WK 2014 kwalificatie   | 5          | 0                                          | 0           |
| 22 maart 2013     | Gijón, Spanje              | Spanje – Finland            | 1 – 1   | WK 2014 kwalificatie   | 3          | 0                                          | 0           |
| 15 oktober 2013   | Glasgow, Schotland         | Schotland – Kroatië         | 2 – 0   | WK 2014 kwalificatie   | 2          | 0                                          | 0           |
| 5 maart 2014      | Piraeus, Griekenland       | Griekenland – Zuid-Korea    | 0 – 2   | Vriendschappelijk      | 2          | 0                                          | 0           |
| 13 oktober 2014   | Attard, Malta              | Malta – Italië              | 0 – 1   | EK 2016 kwalificatie   | 2          | 0                                          | 2           |
| 28 maart 2015     | Brussel, België            | België – Cyprus             | 5 – 0   | EK 2016 kwalificatie   | 0          | 0                                          | 0           |
| 31 maart 2015     | Estoril, Portugal          | Portugal – Kaapverdië       | 0 – 2   | Vriendschappelijk      | 2          | 0                                          | 1           |
| 4 september 2015  | Tbilisi, Georgië           | Georgië – Schotland         | 1 – 0   | EK 2016 kwalificatie   | 3          | 0                                          | 0           |
| 9 oktober 2015    | Skopje, Macedonië          | Macedonië – Oekraïne        | 0 – 2   | EK 2016 kwalificatie   | 4          | 0                                          | 0           |
| 12 juni 2016      | Nice, Frankrijk            | Polen – Noord-Ierland       | 1 – 0   | EK 2016                | 3          | 0                                          | 0           |
| 22 juni 2016      | Lille, Frankrijk           | Italië – Ierland            | 0 – 1   | EK 2016                | 6          | 0                                          | 0           |
| 6 september 2016  | Borisov, Wit-Rusland       | Wit-Rusland – Frankrijk     | 0 – 0   | WK 2018 kwalificatie   | 2          | 0                                          | 0           |
| 8 oktober 2016    | Hamburg, Duitsland         | Duitsland – Tsjechië        | 3 – 0   | WK 2018 kwalificatie   | 2          | 0                                          | 0           |
| 24 maart 2017     | Krasnodar, Rusland         | Rusland – Ivoorkust         | 1 – 2   | Vriendschappelijk      | 3          | 0                                          | 0           |
| 2 september 2017  | Cardiff, Wales             | Wales - Oostenrijk          | 1 – 0   | WK 2018 kwalificatie   | 3          | 0                                          | 0           |
| 9 november 2017   | Belfast, Noord-Ierland     | Noord-Ierland - Zwitserland | 0 – 1   | WK 2018 kwalificatie   | 2          | 0                                          | 0           |
| 25 mei 2018       | Koeweit, Koeweit           | Koeweit - Egypte            | 1 – 1   | Vriendschappelijk      | 4          | 0                                          | 0           |
| 5 juni 2018       | Moskou, Rusland            | Rusland - Turkije           | 1 – 1   | Vriendschappelijk      | 5          | 0                                          | 0           |
| 11 juni 2018      | Brussel, België            | België – Costa Rica         | 4 – 1   | Vriendschappelijk      | 1          | 0                                          | 0           |
| 19 november 2018  | Gelsenkirchen, Duitsland   | Duitsland – Nederland       | 2 – 2   | Nations League 2018/19 | 4          | 0                                          | 0           |
| 21 maart 2019     | Brussel, België            | België – Rusland            | 3 – 1   | EK 2020 kwalificatie   | 1          | 1                                          | 0           |
| 26 maart 2019     | Praag, Tsjechië            | Tsjechië – Brazilië         | 1 – 3   | Vriendschappelijk      | 2          | 0                                          | 0           |
| 9 juni 2019       | Guimarães, Portugal        | Zwitserland – Engeland      | 0 – 0   | Nations League 2018/19 | 3          | 0                                          | 0           |
| 11 oktober 2019   | Istanboel, Turkije         | Turkije – Albanië           | 1 – 0   | EK 2020 kwalificatie   | 8          | 0                                          | 0           |
| 19 november 2019  | Cardiff, Wales             | Wales – Hongarije           | 2 – 0   | EK 2020 kwalificatie   | 4          | 0                                          | 0           |
| 8 september 2020  | Saint-Denis, Frankrijk     | Frankrijk – Kroatië         | 4 – 2   | Nations League 2020/21 | 6          | 0                                          | 0           |
| 8 oktober 2020    | Glasgow, Schotland         | Schotland – Israël          | 0 – 0   | EK 2020 kwalificatie   | 6          | 0                                          | 0           |
| 14 november 2020  | Leipzig, Duitsland         | Duitsland – Oekraïne        | 3 – 1   | Nations League 2020/21 | 2          | 0                                          | 0           |
| 30 maart 2021     | Cardiff, Wales             | Wales - Tsjechië            | 1 – 0   | WK 2022 kwalificatie   | 4          | 1                                          | 1           |
| 14 juni 2021      | Sint-Petersburg, Rusland   | Polen – Slowakije           | 1 – 2   | EK 2020                | 2          | 1                                          | 0           |
| 20 juni 2021      | Rome, Italië               | Italië – Wales              | 1 – 0   | EK 2020                | 3          | 0                                          | 1           |
| 1 september 2021  | Kopenhagen, Denemarken     | Denemarken - Schotland      | 2 – 0   | WK 2022 kwalificatie   | 1          | 0                                          | 0           |
| 11 oktober 2021   | Osijek, Kroatië            | Kroatië - Slowakije         | 2 – 2   | WK 2022 kwalificatie   | 5          | 0                                          | 0           |
| 12 november 2021  | Klagenfurt, Oostenrijk     | Oostenrijk - Israël         | 4 – 2   | WK 2022 kwalificatie   | 2          | 0                                          | 0           |
| 19 november 2023  | Valladolid, Spanje         | Spanje – Georgië            | 3 – 1   | EK 2024 kwalificatie   | 4          | 0                                          | 0           |
| 26 maart 2024     | Boedapest, Hongarije       | Hongarije – Kosovo          | 2 – 0   | Vriendschappelijk      | 5          | 0                                          | 0           |
| 5 september 2024  | Zalaegerszeg, Hongarije    | Wit-Rusland – Bulgarije     | 0 – 0   | Nations League 2024/25 | 5          | 1                                          | 0           |

Laatst bijgewerkt op 18 september 2024.